# Коле ди Мецо (Ријети)
Коле ди Мецо је насеље у Италији у округу Ријети, региону Лацио.
Према процени из 2011. у насељу је живело 15 становника. Насеље се налази на надморској висини од 545 м.